# Cosmoplatus peruvianus
Cosmoplatus peruvianus är en skalbaggsart som beskrevs av Aurivillius 1891. Cosmoplatus peruvianus ingår i släktet Cosmoplatus och familjen långhorningar. Inga underarter finns listade i Catalogue of Life.